# Ashby Folville
Ashby Folville – wieś w Anglii, w hrabstwie Leicestershire, w dystrykcie Melton. Leży 15 km na północny wschód od miasta Leicester i 145 km na północny zachód od Londynu.